# Unreal Tournament 2003
| Сводный рейтинг       | Сводный рейтинг       |
| Агрегатор             | Оценка                |
| --------------------- | --------------------- |
| GameRankings          | 87,98 %               |
| Metacritic            | 86 / 100 (27 обзоров) |
| MobyRank              | 89 / 100              |
| Иноязычные издания    |                       |
| Издание               | Оценка                |
| AllGame               | [ 4 ]                 |
| CVG                   | 9,0 / 10              |
| GameSpot              | 8,8 / 10              |
| GameSpy               | [ 7 ]                 |
| IGN                   | 9,0 / 10              |
| Русскоязычные издания |                       |
| Издание               | Оценка                |
| Absolute Games        | 85 %                  |
| «Домашний ПК»         | [ 10 ]                |
| «Игромания»           | 9,0 / 10              |
| «Страна игр»          | 9,0 / 10              |

Unreal Tournament 2003 (указывается как: UT2003, Unreal Tournament II, UT2) — компьютерная игра в жанре шутера от первого лица, продолжение мультиплеерного шутера Unreal Tournament. Разрабатывалась совместно компаниями Digital Extremes и Epic Games, издателем выступает Infogrames. В отличие от классического UT не снискала такой популярности, как предшественник. Но получила свою долю оваций за новомодный движок и само продолжение серии.
Лицом-чемпионом UT 2003 является Малкольм, капитан бот-команды Mercenaries (только в UT2003, в UT2004 — Thundercrash).

## Игровой процесс

### Кампания
Кампания начинается со своеобразной подготовки к турниру. Предлагается сыграть четыре раунда в различных режимах игры, каждый из которых состоит из нескольких матчей с постоянно растущей сложностью. Перед началом четвёртого раунда появляется возможность создать свою команду, которую и нужно будет победить. Способности игрока определяются четырьмя параметрами: точность, ловкость, тактика и агрессия.
Далее открывается доступ к четырём ветвям турнира: 6 карт Team Deathmatch, 5 карт Double Domination, 5 карт Bombing Run и 6 карт Capture the Flag. Финал состоит из трех частей; в заключительной противником является чемпион Малкольм.

### Игровые режимы
В игре для каждого матча определяется режим (game type), который задает правила игры. Сам матч длится до истечения определённого времени (time limit) или до получения одним из игроков или команды определённого количества очков (goal score).
В Unreal Tournament 2003 присутствуют следующие стандартные игровые режимы:
- Deathmatch (с англ. — «смертельный матч») — некомандный игровой режим, целью которого является убийство других игроков для получения очков (фрагов). В режиме также играются дуэли.
- Team Deathmatch (с англ. — «командный смертельный матч») — командный игровой режим, где игроки соревнуются в командном зачете.
- Bombing Run (с англ. — «бег с бомбой») — две команды играют в некое подобие регби. Целью является донести «мяч», лежащий в центре карты, до ворот соперника. Удачный выстрел «мячом» в ворота соперника приносит команде 3 очка, за прыжок в ворота вместе с «мячом» присуждается 7 очков. «Мяч» можно перекидывать другим игрокам. Главная сложность заключается в том, что пока «мяч» на руках, невозможно использование какого-либо другого оружия. Если игрок убит, «мяч» остается на месте.
- Capture the Flag (с англ. — «захват флага») — командный режим, главной целью которого является захват вражеского флага, который нужно донести до своей базы. Примечательно, что пользование транслокатором приводит к потере флага. Внутри команды можно распределять роли, такие как захват вражеского флага или охрана собственного.
- Double Domination (с англ. — «двойное превосходство») — командный режим, в котором каждая команда должна удержать обе контрольные точки (А и B) в течение 10 секунд.

### Карты
Всего в наличии 37 карт (15 для Deathmatch, 6 для Double Domination, 9 для Capture the Flag, 7 для Bombing Run).

### Игроки и расы
На выбор предлагается 51 игрок 7 различных рас. Каждый обладает своими характеристиками и особенностями.

## Музыка
Альбом с саундтреками к игре был выпущен в 2003 году. Авторы — канадцы Starsky Partridge и Kevin Riepl. Starsky Partridge также был ответственным за музыку к Unreal II и Unreal Championship.